# Hospitalisation privée en France
Le système hospitalier français comprend un secteur public, un secteur privé à but non lucratif et un secteur privé constitué d’entreprises commerciales et appelé  hospitalisation privée à but lucratif. Ce dernier regroupe plus de 1 100 cliniques et hôpitaux privés,.

## Historique
En France, la distinction entre hôpital public et clinique privée remonte au Moyen Âge. L’histoire des cliniques privées est liée à celle de l’hôpital et au développement de la médecine en France[réf. nécessaire].
Le droit canon du Moyen Âge reconnaissait des « hospitalia privata » et des « hospitalia publica». En effet, les hôpitaux publics relevaient alors de la charité chrétienne et étaient sous la responsabilité de l’Evêque. Ils avaient pour missions de recueillir et d’assister les indigents. Soigner l’âme et soigner le corps étaient deux préoccupations indissociables[réf. nécessaire].
Au fil du temps, les autorités municipales prennent en charge l’administration des hôpitaux publics. À partir de ce moment, les établissements privés deviennent le fait d’associations religieuses.
Selon Olivier Faure, au XIXe siècle « le renouveau religieux, tant catholique que protestant, se traduit par la multiplication des œuvres, parmi lesquelles des hôpitaux ». Les multiples établissements privés confessionnels accueillent des publics qui ne sont pas pris en charge par l’hôpital public : « vieillards recueillis par les nombreux et immenses hospices des Petites sœurs des pauvres ; cancéreuses reçues par les établissements de l’œuvre du Calvaire ».
À la fin du XIXe siècle, le développement de la médecine à travers la généralisation de l’asepsie et de l’antisepsie va généraliser l’hospitalisation médicale. Pour certains historiens, « le développement des cliniques privées créées par des médecins naît de la discordance entre l’évolution de la médecine et le conservatisme des structures » hospitalières publiques.
Les maisons de santé privées sont créées par des médecins entrepreneurs qui ouvrent des annexes pour opérer leur clientèle. Jusqu’en 1945, le nombre de cliniques privées reste toutefois très largement inférieur à celui des hôpitaux publics[réf. nécessaire].
De 1946 à 1962, les cliniques privées se créent au rythme moyen de soixante par an, soit plus de 1000 sur la période ».
À partir des années 1960, le mouvement engagé dès les années 1950 dans plusieurs régions va s'amplifier: de plus en plus de cliniques vont être conventionnées par l’Assurance maladie et l’hospitalisation privée va ainsi poursuivre son développement. Celui-ci sera de mieux en mieux contrôlé et accompagné par un dispositif paritaire (Assurance maladie)[réf. nécessaire].
En 1970, la première grande loi hospitalière reconnaît le dispositif conventionnel du secteur privé au cœur du système de santé français. L'article premier de cette loi donne le libre choix pour le patient de son établissement et de son médecin. En contrepartie, le système conventionnel s'organise Sur le plan national et met en place un dispositif négocié de contrôle et de classement des établissements[réf. nécessaire].
Dans les années 1980, les exigences de qualité et une première vague de rénovation contraignent les établissements privés à envisager des regroupements. S'y ajoutent le développement de la chirurgie ambulatoire qui nécessite de nouveaux investissements et le fait que la contrainte de la carte sanitaire porte un coup fatal au développement des établissements au moyen de nouvelles autorisations[réf. nécessaire].
De fait, la loi de réforme hospitalière du 31 juillet 1987 va inciter les cliniques privées à regrouper leurs établissements et leurs activités pour se regrouper et restructurer leurs activités.
Par ces regroupements et fusions, les cliniques privées se sont également adaptées aux fortes contraintes tarifaires décidées par les pouvoirs publics et aux difficultés économiques qui s’ensuivent. Ces regroupements sont aussi une réponse aux évolutions de la médecine et aux progrès technologiques[réf. nécessaire]. Ils concernent principalement les établissements spécialisés en Médecine Chirurgie Obstétrique (MCO)[réf. nécessaire].
Ainsi entre 1992 et 2001, le nombre de cliniques MCO (médecine, chirurgie, obstétrique) passe de 1014 à 732.
Entre 1998 et 2008, le nombre de lits d’hospitalisation complète en cliniques MCO a baissé de près de 13 000 places.
Ces restructurations traduisent les difficultés économiques des cliniques et hôpitaux privés dont 23 % étaient déficitaires en 2009.

## La réglementation du secteur sanitaire
Initialement extérieur à la gestion et au conventionnement des établissements de santé privé, l’État réinvestit en force le champ hospitalier à travers différentes législations de plus en plus contraignantes[réf. nécessaire].
L’Assurance maladie gérée paritairement par les organisations syndicales était le principal interlocuteur des établissements de santé privés. En 1970, la reconstruction du système de santé française s'achève et l’État met progressivement en place une carte sanitaire afin de rationaliser l’implantation de structures hospitalières[réf. nécessaire].
En 1991, la réforme hospitalière créé le Schéma Régional d’Organisation Sanitaire (SROS)  qui renforce considérablement les conditions d’autorisation nécessaires à l’ouverture d’un établissements de santé privés[réf. nécessaire].
Petit à petit, à partir de la fin des années 1980, l'Assurance maladie se désengage du suivi des établissements privés sous la pression de l'État qui affirme sa volonté de mieux maîtriser les coûts et les évolutions des établissements hospitaliers. En 1995, l'Assurance maladie était également déchargée du contrôle qualitatif des établissements désormais organisé et suivi par la Haute Autorité de santé, dont l'objet était de mettre en place l'accréditation puis la certification des établissements[réf. nécessaire].
En 2004 et applicable en 2009 sous l'égide du gouvernement, la Loi Hôpital Patients Santé Territoires (HPST) marque un tournant pour les établissements de santé privés.
Désormais, les missions transcendent le statut (public ou privé) de l’établissement de santé : les cliniques et hôpitaux privés sont autorisés à prendre en charge des missions de service public hospitalier comme les Urgences, l’accueil et la formation des internes en médecine[réf. nécessaire].

## Le réseau d'hospitalisation privée en France
On compte en 2018, 1009 établissements de santé privés en France qui disposent de 97497 lits et de 17939 places et représentent ainsi 33 % de l’offre nationale hospitalière en nombre d'établissements,.
Les cliniques et hôpitaux privés assurent chaque année :
- 68 % de la chirurgie ambulatoire ;
- 57 % des opérations chirurgicales ;
- Près de la moitié des traitements anticancéreux ;
- 25 % des accouchements ;
- 2,5 millions de passage dans les services d’urgence ;
- 60 % des prises en charge de patients souffrant de dépressions ou troubles bipolaires ;
- 33 % des journées de soins de suite et de réadaptation en hospitalisation complète.

Les cliniques et hôpitaux privés accueillent 25 % des patients hospitalisés relevant de la CMU.

## Qualité et sécurité
Comme les hôpitaux publics, les cliniques et hôpitaux privés sont certifiés par la Haute Autorité de santé, dont les experts effectuent des visites dans chaque établissement tous les quatre ans. Ils sont chargés d’examiner la qualité et la sécurité des soins, mais également les méthodes de management et de gestion des risques, la prise en charge des patients.
Tout comme les établissements publics, les établissements de santé privés sont dotés de commissions internes chargées de s’assurer de la qualité et du bon fonctionnement des soins, comme le CLUD (Comité de lutte contre la douleur), ou le CLIN (Comité de lutte contre les infections nosocomiales) qui est une instance de l'État, ou la Commission des relations avec les usagers et de la qualité de la prise en charge (CRUQPC), instaurée par la loi du 4 mars 2002
Le suivi des infections nosocomiales fait l'objet d'un indicateur national qui est annuellement publié sur le site officiel du ministère de la santé : le Tableau de bord des infections nosocomiales

## Les médecins et le personnel soignant des cliniques et hôpitaux privés

### Les médecins
41 500 médecins exerçaient dans les cliniques et hôpitaux privés en 2009. 89 % d’entre eux exerçaient une activité libérale ou mixte.
Selon le Conseil national de l’Ordre des médecins, « à peine un nouvel inscrit sur dix au tableau de l’Ordre souhaite exercer sa spécialité en secteur libéral. »

### Les internes
Depuis la loi HPST, les cliniques et hôpitaux privés peuvent participer à la formation des internes en médecine. Ceux-ci peuvent réaliser leur stage dans des établissements de santé privés et ainsi découvrir la réalité de l’exercice médical en hospitalisation privée.

## Le coût de l'hospitalisation privée pour l'assurance maladie
La rémunération des cliniques et hôpitaux privés par l’Assurance maladie est liée à leur activité. Les tarifs des actes fixés par les pouvoirs publics déterminent les ressources financières des cliniques dans le cadre des Objectifs Nationaux de Dépenses Assurance Maladie (ONDAM) votés par le Parlement[réf. nécessaire].
Depuis 2005, le principe de la rémunération à l’activité a été étendu à tous les établissements qu'ils soient publics ou privés (en MCO et HAD) à travers la Tarification à l’Activité, dite T2A[réf. nécessaire].

## Le coût de l'hospitalisation privée pour le patient
Les cliniques et hôpitaux privés informent, préalablement aux soins, les patients sur le prix de leur hospitalisation et des éventuels dépassements d’honoraires des praticiens. Rappelons que la « notion de tact et mesure »  prévaut dans la détermination des honoraires médicaux, en tant qu’obligation déontologique. Cette notion prend en compte quatre éléments :
- la notoriété du praticien
- le temps passé et la complexité de l’acte
- le service rendu
- les possibilités financières du patient

## Syndicats professionnels
Les cliniques et hôpitaux privés sont représentés par :
- la Fédération des établissements hospitaliers et d'aide à la personne privés non lucratifs (FEHAP)
- la Fédération de l’Hospitalisation privée (FHP).

### La Fédération de l’Hospitalisation privée (FHP).
Depuis juin 2014, le Président de la FHP est Lamine Gharbi.
La FHP est la confédération de plusieurs syndicats de l’hospitalisation privée:
- Les syndicats régionaux de la FHP,
- La FHP-MCO qui regroupe les établissements de médecine, chirurgie et obstétrique privés ainsi que les établissements privés de cancérologie (à travers le syndicat UNHPC) et de Dialyse.
- La FHP-SSR, syndicat des cliniques spécialisées dans les soins de suite et de réadaptation (SSR).
- L’UNCPSY qui représente les cliniques psychiatriques.

## Principaux groupes
- Ramsay Santé
- Elsan
- Vivalto Santé
- Almaviva Santé